# 烏克蘭希臘禮天主教倫敦聖家教區
烏克蘭希臘禮天主教倫敦聖家教區（烏克蘭語：Єпархія Пресвятої Родини у Лондоні）是大不列顛的烏克蘭希臘禮天主教徒所成立的東方禮教區。它是英國唯一的東方禮教區。
教區前身是大不列顛的烏克蘭人代牧區，于1957年6月10日成立，最初是為英格蘭和威爾士的烏克蘭希臘禮天主教會信友所建，自1968年5月12日，代牧區的範圍擴大至整個大不列顛，即包括英格蘭、威爾士和蘇格蘭。
2013年1月18日升為教區，首任主教為Hlib Lonchyna。
不像在烏克蘭以外的其他許多烏克蘭僑民（Ukrainian diaspora）移居的國家如加拿大和澳大利亞，在大不列顛的烏克蘭希臘禮天主教會沒有東方禮教區（eparchy）的地位（相當于拉丁禮教會的教區的地位），而僅有東方禮宗座代牧區（exarch）地位。此外，相對于其他在不列顛的拉丁禮教區，該東方禮宗座代牧區由于信友數量較少，故提供的服務如學校和護理中心便較少。

## 教區歷史

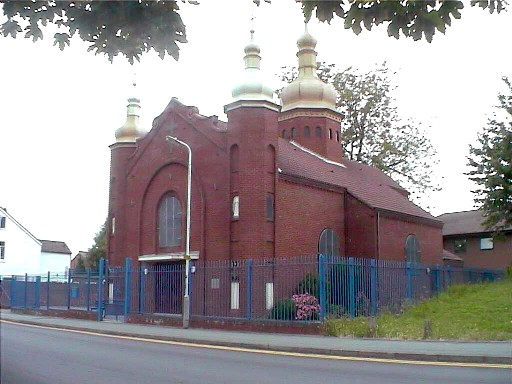
A Ukrainian Greek Catholic parish church in Wolverhampton, England

自19世纪以来，许多乌克兰人已经移居英格兰，最显著的是到伦敦和曼彻斯特红堤区。 这些移民被视为“老移民”或stari emihiranty。
二战之后，越来越多的移民自东欧成群结队地来到不列颠群岛，其中包括无数乌克兰礼天主教徒，因为大多数乌克兰移民来自西乌克兰（Western Ukraine）。起初，许多东欧天主教徒在工业旅社礼拜，因为这里是移民们能找到便宜宿舍的通常地点。有些人也在本地拉丁礼堂区教堂礼拜，但不是用他们的拜占庭礼拜仪式。
但是，乌克兰礼天主教徒们终于能够在他们自己的拜占庭礼拜仪式下组织礼拜了，这经常是在本地的拉丁礼堂区教堂里。在考文垂，到1948年，康敦（Coundon）的基督君王堂（Church of Christ the King）开始办乌克兰礼天主教仪式。这些很快就传到了富利斯希尔（Foleshill）的圣伊丽莎白堂（St Elizabeth Church）。 1957年，为英格兰和威尔士的乌克兰礼天主教徒建立了宗座代牧区。
到1959年，超过700位乌克兰礼天主教徒在考文垂注册。在英格兰中部地区，有一位乌克兰礼天主教司铎为考文垂以及拉格比、格洛斯特、布里斯托尔、伯明翰、切尔滕纳姆的乌克兰教友举行乌克兰礼仪式。
在若望·希南枢机的帮助下，Hornyak主教得以弄到原国王计量所公理会小堂（Kings Weigh House Congregational chapel）作为宗座代牧区的主教座堂——即伦敦的。
在1990年代，乌克兰宣布独立之后，有一阵经济困难随之而来，许多乌克兰人移民西欧。这导致了大不列颠的乌克兰礼天主教信友增加。 
如今，伍尔弗汉普顿的乌克兰礼天主教会被包括在英格蘭遺產協會（English Heritage）电视片中的英格兰信仰建筑中。

## 歷任首牧及宗座署理
現任教區主教為康納·安多尼·亞當·諾瓦科夫斯基，宗座署理為尼各老·馬特威伊夫斯基伊（Mykola Matwijiwskij），榮休主教為赫利布·洛恩奇納。
当英格兰和威尔士乌克兰人代牧区於1957年成立时，它是被威斯敏斯特總教區总主教威廉·戈德弗雷枢机署理。奧斯定·霍尔尼亚克主教于1961年被任命为辅理主教。戈德弗雷枢机於1963年去世后，霍尔尼亚克被升为宗座代牧。1968年，随着代牧区扩大至苏格兰，主教霍尔尼亚克成为了首任大不列颠乌克兰人代牧。他之后又有两名继任的主教。
- Paul Patrick Chomnycky, O.S.B.M.（2002年－2006年，2006年至今为乌克兰希腊礼天主教斯坦福教区主教)
- Michael Kuchmiak, C.S.S.R.（1988年成为乌克兰礼天主教费城总教区（Ukrainian Catholic Archeparchy of Philadelphia）辅理主教；1989年－2002年为代牧区宗座代牧）
- Michael Hrynchyshyn, C.S.S.R.（1987年－1989年為宗座署理；1982年至今为法国，比荷卢三国关税同盟和瑞士乌克兰人代牧区（Apostolic Exarchate in France, Benelux and Switzerland for the Ukrainians）宗座代牧）
- 奧斯定·霍尔尼亚克（英语：Augustine Hornyak）, O.S.B.M.（1961年－1963年任辅理主教；1963年－1987年任宗座代牧）

## 主教座堂

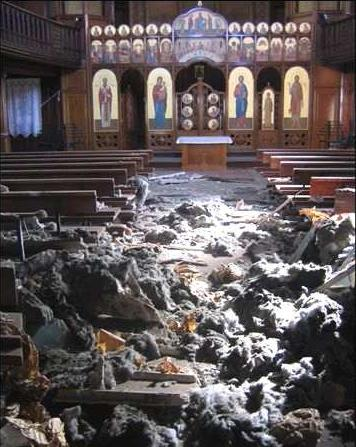
伦敦烏克蘭禮天主教流亡聖家主教座堂坍塌的屋顶

此教區的主教座堂是烏克蘭禮天主教流亡聖家主教座堂（Ukrainian Catholic Cathedral of the Holy Family in Exile），位于倫敦梅费尔（Mayfair），大约1000名本堂教友定期举行集会。如今，该主教座堂的圣职人员由出自圣巴西略会（Order of St Basil the Great）的司铎们组成。
平日的神圣礼仪（Divine Liturgy）在早上7:00和晚上18:15舉行，而在主日则是早上10:00和12:00舉行。

## 大不列顛的烏克蘭希臘禮天主教堂區教堂

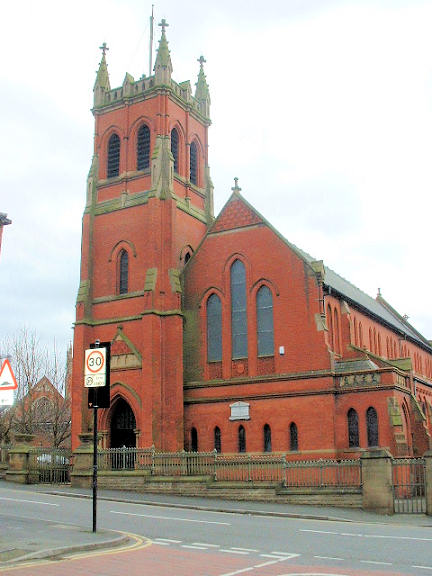
SS Peter, Paul and All Saints Ukrainian Catholic Church, Oldham
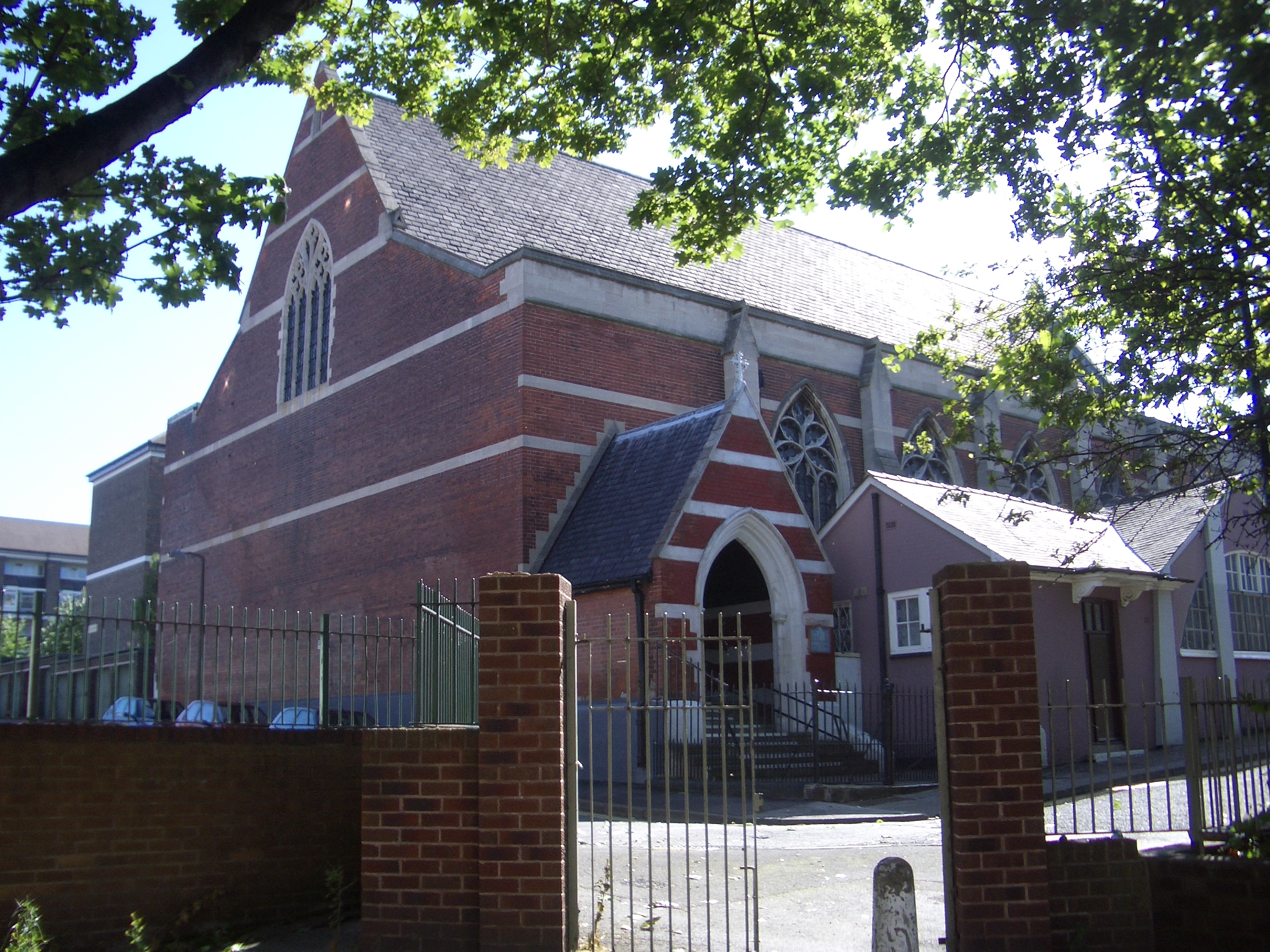
Our Lady of Perpetual Succour and Saint Alban Ukrainian Catholic Church, Bond Street, Sneinton, Nottingham

## 統計
此教区的信友人数为15,000。共有14个定期服务的堂区，12个教区司铎，3个会士司铎，3个男会士和4个女会士。

## 慈善身分
像在不列颠的其他拉丁礼天主教省一样，该教区也是英格兰和威尔士慈善委员会（Charity Commission）的注册慈善团体，慈善团体编号240088。该代牧区起初于1965年7月9日注册为慈善团体。其声明的目标是“在主教及其权利继承人暨大不列颠乌克兰礼天主教会领袖的决定权下促进宗教。

## 外部連結
- Giga-Catholic information page on the Apostolic Exarchate[]
- Catholic Hierarchy information on the Apostolic Exarchate
- Youtube video of Cardinal Lubomyr Husar's visit to London （页面存档备份，存于）